# Innocenty V
Innocenty V (łac. Innocentius V, właśc. Piotr z Tarentaise OP; ur. ok. 1224 w Tarentaise, zm. 22 czerwca 1276 w Rzymie) – błogosławiony Kościoła katolickiego, papież w okresie od 21 stycznia do 22 czerwca 1276, dominikanin.

## Życiorys
Urodził się w Tarentaise, w gminie Val d’Isère i w 1240 roku wstąpił do zakonu dominikanów. Po ukończeniu teologii na Uniwersytecie Paryskim został tam wykładowcą. Był autorem komentarzy do Sentencji Piotra Lombarda, podręcznika etyki, komentarzy do listów św. Pawła oraz zbioru kazań. W latach 1272–73 był arcybiskupem Lyonu, a od 1273 kardynałem-biskupem Ostii. Był także wielkim penitencjariuszem i uczestniczył w Soborze w Lyonie w 1274.
Na Stolicę Piotrową został wybrany 21 stycznia 1276, czyli w pierwszy dzień konklawe, jako pierwszy papież z zakonu św. Dominika. Zaraz po wyborze, 2 marca, zatwierdził Karola Andegaweńskiego jako senatora rzymskiego. Poprosił też nowego króla Niemiec Rudolfa I, by odłożył swój przyjazd do Rzymu na koronację, do czasu rozstrzygnięcia sporu o Sycylię. Karol Andegaweński naciskał papieża, by ten wymógł na Michale Paleologu udział w nowej krucjacie i wprowadzeniu w życie zasad unii lyońskiej. Innocenty zmarł w czasie, gdy wysłał swoich legatów do cesarza bizantyńskiego, z twardymi warunkami porozumienia.
Został beatyfikowany przez Leona XIII w 1898 roku, a jego wspomnienie liturgiczne przypada na 22 czerwca.